# Andy Gordon
Andrew „Andy“ Gordon ist ein US-amerikanischer Produzent und Drehbuchautor. Er ist der Schöpfer von True Jackson.

## Filmografie
- 1992 Verrückt nach dir
- 1997 Just Shoot Me – Redaktion durchgeknipst
- 2005: Hot Properties
- seit 2008: True Jackson
- 2009 Modern Family